# Massif du Beaufortain
Pour la région, voir Beaufortain.

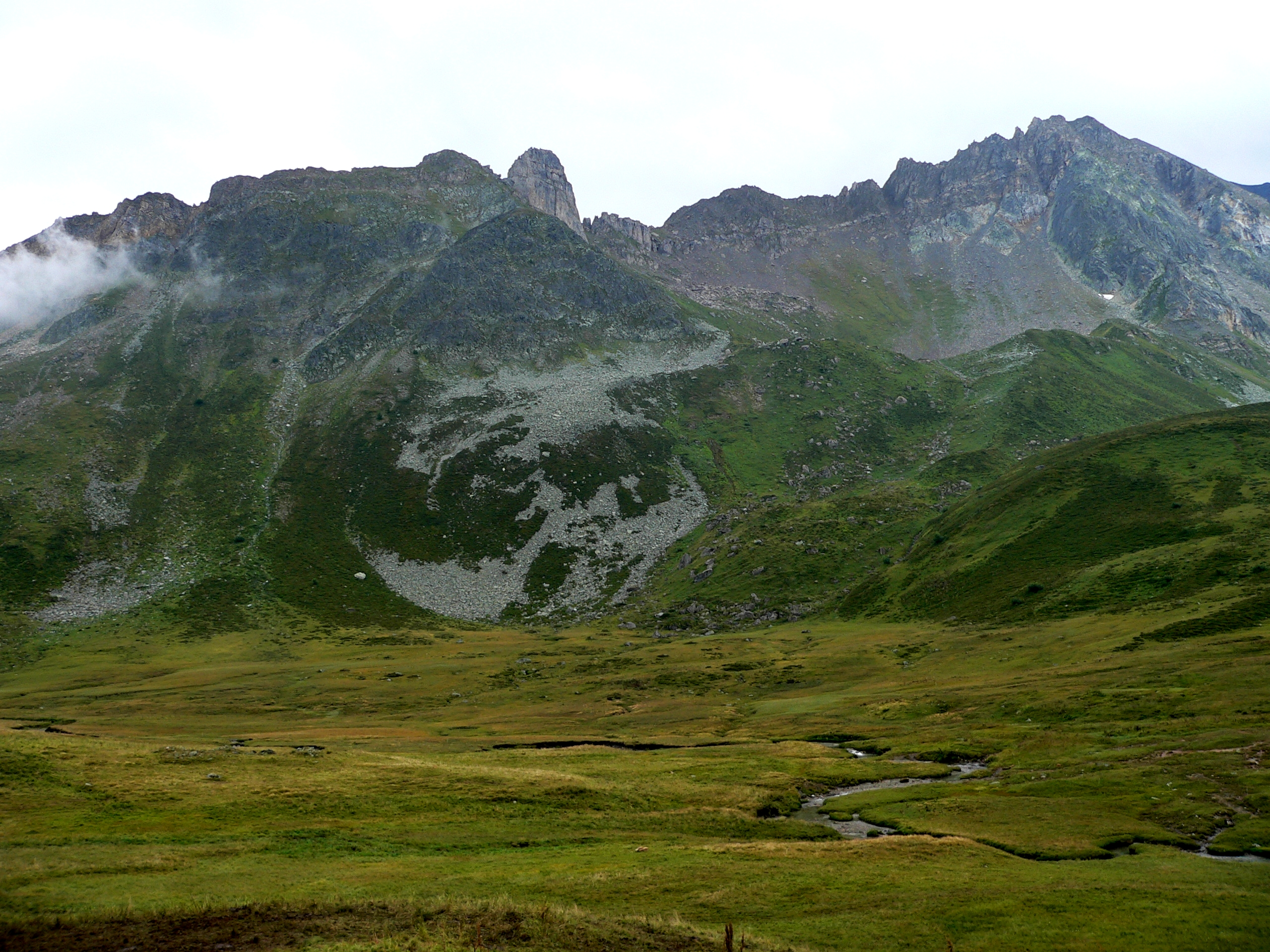
Paysages aux environs du Cormet de Roselend avec la dent d'Arpire et l'aiguille du Grand Fond.

Le massif du Beaufortain est un massif des Alpes françaises situé à cheval sur les deux départements de Savoie.

## Géographie

### Situation
Il est limité par l'Isère (vallée de la Tarentaise) au sud, l'Arly au nord-ouest et le Bon-Nant au nord-est.
Il est également parcouru par la rivière Dorinet puis Doron de Beaufort du nord-est au sud-ouest, au niveau de Beaufort, et leurs affluents, ce qui compartimente le massif.
Il est entouré de la chaîne des Aravis, du massif des Bauges, du massif de la Lauzière, du massif de la Vanoise et du massif du Mont-Blanc.

### Principaux sommets
- le Roignais, 2 995 m, le point culminant du massif
- la pointe de la Combe Neuve, 2 961 m
- l'aiguille du Grand Fond, 2 920 m
- la pointe de Leisette, 2 910 m
- l'aiguille de la Nova, 2 893 m
- la pointe de la Terrasse, 2 881 m
- la pointe de Presset, 2 858 m
- l'aiguille de Terrassin, 2 836 m
- l'aiguille du Lac, 2 826 m
- la pointe de Gargan, 2 767 m
- le roc de la Charbonnière, 2 738 m
- la Grande Paréi, 2 725 m
- la pointe Motte, 2 718 m
- la Pierra Menta, 2 714 m
- les aiguilles de la Pennaz, 2 688 m
- le Grand Mont, 2 686 m
- la pointe de Plovezan, 2 663 m
- la pointe de Pralognan, 2 663 m
- le crêt du Rey, 2 633 m
- l'aiguille de Praina, 2 607 m
- la pointe de la Portette, 2 607 m
- la pointe de Cerdosse, 2 595 m
- la pointe de Combe Bénite, 2 575 m
- la tête de la Cicle, 2 552 m
- le mont Coin, 2 539 m
- la crête des Gittes, 2 538 m
- la pointe de Comborsier, 2 534 m
- le Grand Châtelet, 2 529 m
- le mont Joly, 2 525 m
- l'aiguille Croche, 2 487 m
- la dent d'Arpire, 2 467 m
- le mont Mirantin, 2 460 m
- la pointe de la Grande Journée, 2 460 m
- le mont de Vorès, 2 066 m
- le signal de Bisanne, 1 941 m

### Géologie
Le massif du Beaufortain appartient au domaine des massifs cristallins externes dans sa partie occidentale et possède une couverture sédimentaire dans la zone orientale (zone la plus élevée), la limite se situant autour du col de la Louze sur une ligne longeant la vallée de la Glaize, entre  La Léchère et Arêches, puis se prolongeant de Beaufort au massif du Mont-Blanc en passant par le vallon de la Gittaz.

## Activités

### Alpinisme
- Pierra Menta (2 714 m)
- Aiguille de la Nova (2 890 m)
- Cime de Gargan (2 762 m)
- Dent d'Arpire (2 445 m)

### Stations de sports d'hiver
| Nom du domaine                                                    | Communes / stations touristiques | Pistes (2017) | Pistes (km) (2017) | Remontées mécaniques (2017) | Capacité (nombre de lits 2016) |
| ----------------------------------------------------------------- | --- | ------------- | ------------------ | --------------------------- | ------------------------------ |
| Arêches-Beaufort                                                  | Arêches-Beaufort | 29            | 50                 | 13                          | 9797                           |
| Espace Diamant                                                    | Bisanne 1500 ; Crest-Voland Cohennoz ; Flumet - Saint-Nicolas-la-Chapelle ; Hauteluce ; Notre-Dame-de-Bellecombe ; Praz-sur-Arly ; Les Saisies        | 157           | 192                | 81                          | 48789                          |
| Évasion Mont-Blanc (pas complètement connecté)                    | Combloux ; La Giettaz-en-Aravis ; Les Contamines (Hauteluce et Les Contamines-Montjoie) ; Megève ; Saint-Gervais Mont-Blanc ; Saint-Nicolas-de-Véroce | 110           | 400                | 251                         | 109814                         |
| Portes du Mont-Blanc (Espace Jaillet) (pas complètement connecté) | Combloux ; Sallanches-Cordon ; La Giettaz-en-Aravis ; Megève (Jaillet)                                                                                | 85            | 85                 | 25                          | 72824                          |

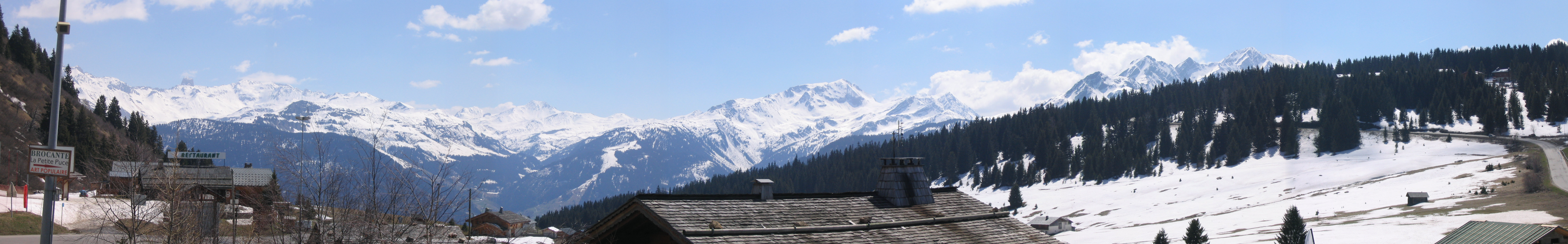
Panorama du massif du Beaufortain vu du col des Saisies.

Le massif possède de vastes domaines de ski nordique à Nâves (Aigueblanche, accès par la Tarentaise) et aux Saisies (domaine nordique olympique de Crest-Voland Cohennoz – Les Saisies), site qui a accueilli les épreuves nordiques lors des Jeux olympiques d'hiver de 1992.